# CRフィーバー銀河鉄道物語
CRフィーバー銀河鉄道物語（しーあーるふぃーばーぎんがてつどうものがたり）は、三共から2006年1月に発売されたデジパチタイプのパチンコ。銀河鉄道物語とのタイアップ機。三共と松本零士のコラボレーション作品第3弾（第2弾はCRF大ヤマト2）。

## 図柄
キャラクターについては、「銀河鉄道物語」を参照。

### 通常モード中図柄
縦スクロール5ライン型のリール配列用図柄である。
確率変動図柄
- 1:ルイ・フォート・ドレイク（声：真田アサミ）
- 3:シュワンヘルト・バルジ（声：大塚明夫）
- 5:ブルース・J・スピード（声：子安武人）
- 7:有紀　学（声：矢薙直樹）
- 8:セクサロイド・ユキ（声：鈴木菜穂子）

通常図柄
- 2:レイラ・ディスティニー・シュラ（声：麻上洋子）
- 4:ジュリア・F・レインハート（声：横手久美子）
- 6:村瀬龍作（声：千々和竜策）

### ビッグワンモード中図柄
縦スクロール1ライン型のリール配列用図柄である。
確率変動図柄
- 1:SPG専用車両（列車番号６６６）
- 3:フレイムスワロー（列車番号０３４）
- 5:アイアンベルガー（列車番号０４２）
- 6:SDFシリウス小隊（シュワンヘルト・バルジ、有紀学、ルイ・フォート・ドレイク、ブルース・J・スピード、デイビッド・ヤング、セクサロイド・ユキ）

- 7:ビッグワン（列車番号００１）
- 8:スペースイーグル

通常図柄
- 2:SDFスピカ小隊（ジュリア・F・レインハート、パーシィ・シェリー、マギー・レッドフォード、末浦愛）
- 4:SDFベガ小隊（村瀬竜作、エドウィン・シルバー、ホセ・アントニオ・バルディビア、モーリッツ・シュナイダー）

## スペック

### CRF銀河鉄道物語VF-T
- 大当たり確率1/399.6→1/40.0
  - 低確率：1/399.6
  - 高確率：1/40.0
- 確変割合：68%
- 大当たりラウンド：15R・9C
- 賞球数：3&4&10&15
- 通常大当たり終了後時短100回転

### CRF銀河鉄道物語SF-T
- 大当たり確率1/387.8→1/38.8
  - 低確率：1/387.8
  - 高確率：1/38.8
- 確変割合：67%
- 大当たりラウンド：15R・9C
- 賞球数：3&4&10&15
- 通常大当たり終了後時短100回転

### CRF銀河鉄道物語MF-TV
- 大当たり確率1/315.1→1/31.5
  - 低確率：1/315.1
  - 高確率：1/31.5
- 確変割合：59%
- 大当たりラウンド：15R・9C
- 賞球数：3&4&10&14
- 通常大当たり終了後時短100回転